# Điểm McBurney
Điểm McBurney là một điểm nằm về một phần tư dưới phải của thành bụng, ở một phần ba ngoài trên đường nối giữa gai chậu trước trên và rốn. Điểm này chỉ vị trí thường gặp của ruột thừa gắn vào manh tràng.
Nhánh bì trước của thần kinh chậu hạ vị được tìm thấy gần điểm McBurney.

## Ý nghĩa lâm sàng

Vị trí bình thường của ruột thừa trong mối tương quan với các cơ quan khác của hệ tiêu hoá (mặt trước). Manh tràng và ruột thừa nằm về phía dưới trái.

Ấn đau tại điểm McBurney, được biết đến với cái tên Dấu McBurney, là một dấu hiệu của viêm ruột thừa cấp. 
Còn dấu hiệu lâm sàng đau khi ấn thượng vị là dấu Aaron.
Sự tăng nhạy cảm khu trú của điểm McBurney cho thấy sự viêm nhiễm không còn giới hạn trong ổ bụng, và đang kích thích lớp phúc mạc tại nơi mà phúc mạc tiếp giáp với ruột thừa. Sự nhạy cảm của điểm McBurney gợi ý tình trạng viêm ruột thừa cấp đang tiến triển nhanh hơn, và do đó có thể dẫn dến nguy cơ vỡ ruột thừa. Một vài cơ quan trong ổ bụng khác đôi khi có thể gây tăng sự nhạy cảm tại điểm McBurney. Do đó, dấu hiệu này rất hữu ích nhưng cần kết hợp với các dấu hiệu lâm sàng khác để chẩn đoán viêm ruột thừa cấp. Ngoài ra, vị trí giải phẫu của ruột thừa luôn thay đổi ở nhiều trường hợp (ví dụ ruột thừa sau manh tràng), do đó làm giảm độ đặc hiệu của dấu McBurney trong các trường hợp viêm ruột thừa.